# Takashi Takeuchi
Takashi Takeuchi (武内 崇?, Takeuchi Takashi), pseudonimo di Tomotaka Takeuchi (竹内 友崇?, Takeuchi Tomotaka; 28 agosto 1973), è un illustratore giapponese, cofondatore della Type-Moon e conosciuto per le sue illustrazioni delle visual novel Tsukihime e Fate/stay night che furono entrambe successivamente adattate in diverse serie di anime e manga.
Ha lavorato frequentemente con il suo vecchio amico e socio cofondatore di Type-Moon, l'autore Kinoko Nasu. Nel 2008, Takeuchi, insieme a Nasu, contribuì a uno speciale scenario per la visual novel 428: Fūsa Sareta Shibuya de della SEGA/Chunsoft su Wii,  che fu successivamente adattata in un anime intitolato Canaan. È stato influenzato da Yasuhiro Nightow, Takami Akai, Shōu Tajima, Yoshihiro Togashi, Ken Ishikawa, Yoshiaki Kawajiri, e Yoshiyuki Sadamoto.